# Associazione Sportiva Calcio Viareggio 1991-1992
Questa pagina raccoglie le informazioni riguardanti l'Associazione Sportiva Calcio Viareggio nelle competizioni ufficiali della stagione 1991-1992.

## Stagione
C'è il cambio di presidente, Aldo Rossi, ma sarebbe sempre nell'orbita della passata gestione. Viene chiamato un giovane allenatore, che si farà strada Silvio Baldini. Non avendo ancora il patentino per allenare in categoria viene affiancato da Marcello Tentorio.
Le stelle della scorsa stagione sono andate via. Sono pochi i riconfermati. L'obbiettivo Serie C1 è sparito dai programmi. Il risultato finale è una tranquilla permanenza in categoria.
Da segnalare la partenza del noto futuro allenatore Luciano Spalletti e l'arrivo del noto futuro allenatore Walter Mazzarri.

## Rosa
| N. |                   | Ruolo | Calciatore            |
| -- | ----------------- | ----- | --------------------- |
|    | Italia (bandiera) | D     | Cristiano Bacci       |
|    | Italia (bandiera) | P     | Giancarlo Beni        |
|    | Italia (bandiera) | D     | Armando Cascione      |
|    | Italia (bandiera) |       | Enzo Cavalcante       |
|    | Italia (bandiera) | D     | Ugo Cipelli           |
|    | Italia (bandiera) | C     | Andrea Cipolli        |
|    | Italia (bandiera) | A     | Massimiliano De Mozzi |
|    | Italia (bandiera) | C     | Giorgio Eritreo       |
|    | Italia (bandiera) |       | Adelmo Fruzza         |
|    | Italia (bandiera) | C     | Massimo Gargani       |
|    | Italia (bandiera) | C     | Claudio Gori          |
|    | Italia (bandiera) | C     | Gian Luca Leone       |

| N. |                   | Ruolo | Calciatore          |
| -- | ----------------- | ----- | ------------------- |
|    | Italia (bandiera) | C     | Walter Mazzarri     |
|    | Italia (bandiera) | C     | Giuseppe Pregnolato |
|    | Italia (bandiera) | P     | Andrea Prosperi     |
|    | Italia (bandiera) | C     | Marco Puppi         |
|    | Italia (bandiera) | C     | Alfio Romiti        |
|    | Italia (bandiera) | A     | Manuel Simonetti    |
|    | Italia (bandiera) | C     | Adolfo Sormani      |
|    | Italia (bandiera) | D     | Andrea Stabile      |
|    | Italia (bandiera) | A     | Alessandro Tatti    |
|    | Italia (bandiera) | A     | Paolo Valori        |
|    | Italia (bandiera) | C     | Pierpaolo Vignali   |
|    | Italia (bandiera) | C     | Gabriele Zamagna    |

## Risultati

### Campionato

#### Girone di andata
| 8 settembre 1991 1ª giornata | Viareggio | 0 – 0 | Pontedera |  |

| 15 settembre 1991 2ª giornata | Prato | 0 – 2 | Viareggio |  |

| 22 settembre 1991 3ª giornata | Viareggio | 6 – 1 | Giulianova |  |

| 29 settembre 1991 4ª giornata | Vis Pesaro | 0 – 0 | Viareggio |  |

| 6 ottobre 1991 5ª giornata | Avezzano | 1 – 1 | Viareggio |  |

| 13 ottobre 1991 6ª giornata | Viareggio | 4 – 0 | Francavilla |  |

| 20 ottobre 1991 7ª giornata | Carrarese | 0 – 0 | Viareggio |  |

| 27 ottobre 1991 8ª giornata | Viareggio | 1 – 0 | Rimini |  |

| 10 novembre 1991 9ª giornata | Poggibonsi | 0 – 0 | Viareggio |  |

| 10 novembre 1991 10ª giornata | Viareggio | 1 – 3 | Pistoiese |  |

| 24 novembre 1991 11ª giornata | Viareggio | 4 – 0 | Montevarchi |  |

| 1º dicembre 1991 12ª giornata | Castel di Sangro | 1 – 0 | Viareggio |  |

| 8 dicembre 1991 13ª giornata | Viareggio | 1 – 1 | Cecina |  |

| 15 dicembre 1991 14ª giornata | Lanciano | 0 – 0 | Viareggio |  |

| 22 dicembre 1991 15ª giornata | Viareggio | 0 – 0 | Teramo |  |

| 5 gennaio 1992 16ª giornata | Vastese | 0 – 0 | Viareggio |  |

| 12 gennaio 1991 17ª giornata | Viareggio | 1 – 0 | Gubbio |  |

| 19 gennaio 1992 18ª giornata | Ponsacco | 1 – 1 | Viareggio |  |

| 26 gennaio 1992 19ª giornata | Viareggio | 3 – 1 | Civitanovese |  |

#### Girone di ritorno
| 9 febbraio 1992 20ª giornata | Pontedera | 1 – 0 | Viareggio |  |

| 16 febbraio 1992 21ª giornata | Viareggio | 1 – 0 | Prato |  |

| 23 febbraio 1992 22ª giornata | Giulianova | 0 – 0 | Viareggio |  |

| 1º marzo 1992 23ª giornata | Viareggio | 1 – 1 | Vis Pesaro |  |

| 8 marzo 1992 24ª giornata | Viareggio | 0 – 0 | Avezzano |  |

| 15 marzo 1992 25ª giornata | Francavilla | 0 – 0 | Viareggio |  |

| 22 marzo 1992 26ª giornata | Viareggio | 2 – 2 | Carrarese |  |

| 29 marzo 1992 27ª giornata | Rimini | 1 – 0 | Viareggio |  |

| 5 aprile 1992 28ª giornata | Viareggio | 2 – 0 | Poggibonsi |  |

| 12 aprile 1992 29ª giornata | Pistoiese | 2 – 1 | Viareggio |  |

| 26 aprile 1992 30ª giornata | Montevarchi | 0 – 0 | Viareggio |  |

| 3 maggio 1992 31ª giornata | Viareggio | 2 – 1 | Castel di Sangro |  |

| 10 maggio 1992 32ª giornata | Cecina | 3 – 1 | Viareggio |  |

| 17 maggio 1992 33ª giornata | Viareggio | 2 – 0 | Lanciano |  |

| 24 maggio 1992 34ª giornata | Teramo | 1 – 0 | Viareggio |  |

| 31 maggio 1992 35ª giornata | Viareggio | 2 – 2 | Vastese |  |

| 7 giugno 1992 36ª giornata | Gubbio | 3 – 0 | Viareggio |  |

| 14 giugno 1992 37ª giornata | Viareggio | 3 – 1 | Ponsacco |  |

| 21 giugno 1992 38ª giornata | Civitanovese | 4 – 1 | Viareggio |  |